# Campanula mollis
Campanula mollis är en klockväxtart som beskrevs av Carl von Linné. Campanula mollis ingår i släktet blåklockor, och familjen klockväxter.

## Underarter
Arten delas in i följande underarter:
- C. m. mollis
- C. m. winkleri